# William Cowhig
William Cowhig (Maesteg, Bridgend, 5 d'abril de 1887 – Rugby, Warwickshire, 16 d'agost de 1964) va ser un gimnasta artístic gal·lès que va competir a començament del segle xx.
El 1912 va prendre part en els Jocs Olímpics d'Estocolm, on va guanyar la medalla de bronze en el concurs complet per equips del programa de gimnàstica. En el concurs complet individual fou vint-i-novè.
Vuit anys més tard, un cop finalitzada la Primera Guerra Mundial, va prendre part en els Jocs d'Anvers, on fou cinquè en el concurs complet per equips del programa de gimnàstica.